# Wilsberg: Nackt im Netz
Nackt im Netz ist die 41. Folge der Fernsehfilmreihe Wilsberg. Die Erstausstrahlung erfolgte am 8. Januar 2014 bei ZDFneo. Regie führte Martin Enlen, das Drehbuch wurde von Arne Nolting und Jan Martin Scharf geschrieben.

## Handlung
Alex wird mit den unangenehmen Folgen eines One-Night-Stands konfrontiert, als sie erfährt, dass ein amateurhaftes Pornovideo mit ihr im Internet gelandet ist, das nun unter ihren männlichen Arbeitskollegen aus der Kanzlei für Furore sorgt. Offenbar hat eine Zufallsbekanntschaft das gemeinsame Schäferstündchen ohne ihr Wissen gefilmt und in der Kolumne „Aufriss der Woche“ hochgeladen. Alex’ missgünstiger Kollege Hartmann wittert seine Chance, sich an ihr zu rächen, die ihm zuletzt einen erfolgversprechenden Fall abspenstig gemacht hat. Er droht, ihrem prüden Chef per E-Mail einen Link auf das Video zukommen zu lassen, wenn Alex nicht das Mandat niederlegt, damit er selbst den für seine Karriere wichtigen Fall übernehmen kann. Deshalb bittet sie nun ihren Patenonkel Georg Wilsberg, ihr bei der Lösung ihres Problems behilflich zu sein.
Wilsberg stößt bei seinen Nachforschungen auf die örtliche Firma „Diskretvision“, die das Internetsexportal betreibt, in dem das pikante Filmchen von Alex zu sehen ist. Das dubiose Geschäftsmodell der beiden Inhaber basiert darauf, junge Frauen zu verführen, um heimlich das Liebesspiel aufzuzeichnen und im Internet ihren zahlenden Kunden zu präsentieren. Bei der Durchsuchung der Geschäftsräume des Internetportals findet Wilsberg den Pornoproduzenten und -darsteller Lennart Schmidt tot auf.
Wilsberg bringt in Erfahrung, dass der Tote innerhalb seiner Branche nicht nur Freunde hatte. Als Lennart Schmidt bei Diskretvision einstieg, kam es zu einer Konkurrenzsituation zwischen ihm und dem Darsteller Rainer Graf alias „Graf Cock“, der daraufhin das Unternehmen verließ. Aufgrund der Spannungen zwischen den beiden Männern kann Wilsberg nicht ausschließen, dass Graf seinen früheren Konkurrenten Schmidt getötet hat, um sich an ihm zu rächen. Derweil fällt Overbeck die Aufgabe zu, sämtliche Videos des Online-Portals zu sichten, um die einzelnen Opfer identifizieren zu können.
Wilsbergs Ermittlungen führen ihn unterdessen zum renommiertesten Schönheitschirurgen Münsters, den er ebenfalls für zwielichtig hält. In der Klinik von Dr. Norbert Walter (Motto: Gegen Alter gibt es Walter) soll sich der tote Unternehmer Schmidt plastischen Operationen unterzogen haben, wie Wilsberg aus einem Briefwechsel erfahren hat. Dabei kam es für Schmidt zu Komplikationen mit den ihm eingesetzten Gesäßimplantaten. Dies soll zu Streitereien zwischen Schmidt und seinem behandelnden Arzt Walter geführt haben. Bei einem Besuch in der Klinik trifft Wilsberg auf Kommissarin Anna Springer, die über eine Gesichtsstraffung nachdenkt. Wilsberg selbst wird ein „Brazilian Butt“ durch Fettabsaugung empfohlen.
Währenddessen gelingt es Ekki, sich unter dem Vorwand, eine Steuerprüfung durchführen zu müssen, bei „Diskretvision“ einzuschleusen und sich Zutritt zum Büro des Chefs Oliver Grote zu verschaffen. Doch bevor er seine Ermittlungen aufnehmen kann, erhält er von dem Porno-Unternehmer ein Angebot, in einem eindeutigen Film zusammen mit seiner Buchhalterin Sabine Wandchen mitzuwirken. Kurz darauf finden sich die beiden in einer Aufnahmekabine wieder, um ein Video zu "vertonen". Während der Aufzeichnung hört Ekki ein Gespräch von Grote mit, in dem von einer erpresserischen Geldübergabe am Hafen die Rede ist. Diese Information gibt Ekki während einer Aufnahmepause telefonisch an Wilsberg weiter, der am Münsteraner Hafen Grotes Treffen mit dem Schönheitschirurgen Walter beobachtet.
Von Dr. Baumgartner, dem Anästhesisten aus Walters Klinik, erfährt Wilsberg, wie er sich Zugang zu einem verschlossenen Raum im Kellergeschoss der Klinik verschaffen kann. Dort findet Wilsberg aus Asien importierte Implantate, die zwar günstig, jedoch nach dem Arzneimittelgesetz nicht zugelassen sind. Nach dem an ihm verpatzten Eingriff ist Lennart Schmidt hinter dieses Geheimnis von Walter gekommen, das er fortan erpresserisch gegen ihn genutzt hat. Nach dem Tod von Schmidt setzt sein Geschäftspartner Grote die Erpressung gegen den Mediziner fort, was das von Wilsberg beobachtete Treffen am Hafen erklärt.
Nachdem Ekki in Erfahrung gebracht hat, dass die von Diskretvision angemieteten Server in einem Industriegebiet in Bielefeld-Sennestadt stehen, verschaffen sich Alex, Ekki und Wilsberg als Putzkolonne verkleidet Zutritt zum Gebäude, um die dort befindliche Festplatte mit dem Alex diskreditierenden Video zu zerstören.
Wilsberg trifft im Polizeirevier auf Nina Baumgartner, die von Overbeck auf einem der Videos erkannt wurde und nun eine Aussage tätigen soll. Da Wilsberg bei seinem Besuch in den Räumlichkeiten der Klinik die junge Frau auf einem Familienfoto des Anästhesisten Baumgartner gesehen hat, kann er sich das Geschehen zusammenreimen. Er konfrontiert Baumgartner damit, das Video seiner Tochter im Internet entdeckt zu haben. Den Sexualpartner seiner Tochter hatte der Mediziner später während des chirurgischen Eingriffs an dessen auffälliger Tätowierung in Form eines Skorpions wiedererkannt. Daraufhin suchte Baumgartner Lennart Schmidt in dessen Haus auf und erschlug ihn nach eigener Darstellung versehentlich. Diesen Totschlag versucht der Anästhesist nun zu vertuschen, indem er Wilsberg überwältigt und ihm eine Injektion verabreichen will, die zu einem Herzinfarkt führen würde. Kurz bevor der Mediziner die Injektion setzen kann, betritt Kommissarin Springer die Klinik, nimmt Baumgartner fest und befreit Wilsberg.
Alex kann derweil den ihr übertragenen Fall zugunsten ihres Mandanten entscheiden, während Ekki und Sabine gemeinsam im Bett landen und Wilsberg mit Kommissarin Springer ein Candlelight-Dinner genießt.

## Hintergrund
Der Arbeitstitel der Folge lautete Walter vor Schönheit, eine Anspielung auf den Rollennamen des Schönheitschirurgen Dr. Norbert Walter. Der Film wurde in Münster und Köln gedreht. Die Dreharbeiten begannen am 16. April 2013 zusammen mit denen zur Folge Mundtot.
In Münster wurde an acht Drehtagen zwischen dem 6. Mai 2013 und dem 16. Mai 2013 gedreht. Für die Dreharbeiten in der Frauenstraße wurde das Antiquariat Solder am 6. Mai 2013 sowie dem Folgetag geschlossen. Die Dreharbeiten fanden am 8. Mai 2013 am Hawerkamp, an der Roestbar Zwo an der Ecke zwischen Martini- und Hörsterstraße sowie in dem gegenüberliegenden Geschäft Marrying statt, wo für die Dreharbeiten ein Fotogeschäft eingerichtet wurde. An Christi Himmelfahrt wurden die Dreharbeiten unterbrochen und tags darauf am 9. Mai 2013 fortgesetzt. Am 15. Mai 2013 wurde am Münsteraner Hafen sowie am Prinzipalmarkt gedreht, wo Aufnahmen des historischen Rathauses entstanden. Das Ende der Dreharbeiten war für den 21. Juni 2013 vorgesehen. In Köln erfolgten bis zum 24. Juni 2013 weitere Dreharbeiten.
Die Erstausstrahlung im Fernsehen erfolgte auf ZDFneo am 8. Januar 2014. Drei Tage später wurde die Folge vom ZDF gezeigt.

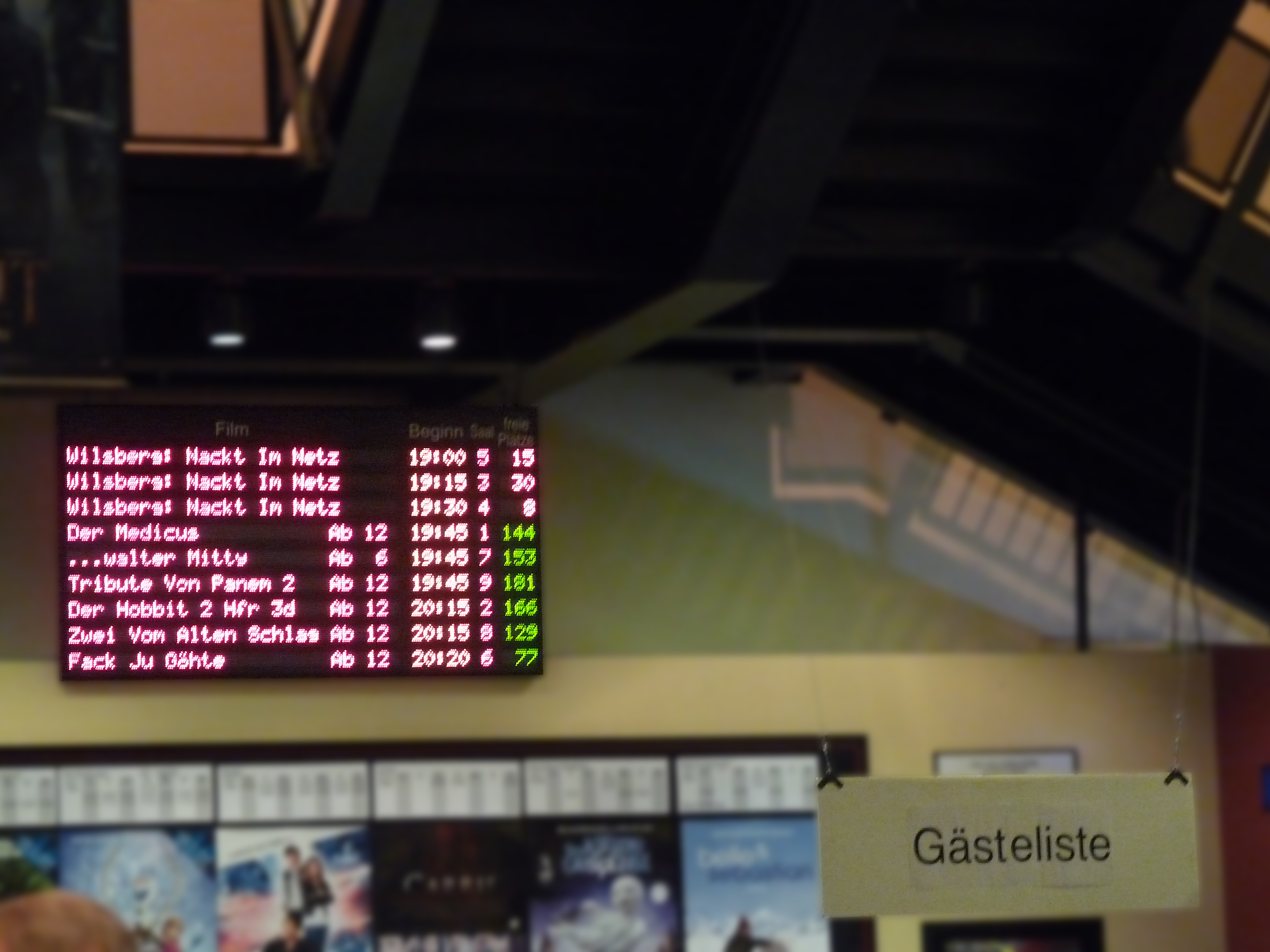
Premiere im Cineplex Münster

Zwischenzeitlich wurde der Film am 9. Januar 2014 vom Filmservice Münster.Land des städtischen Presseamtes Münster, dem ZDF, der Produktionsfirma Eyeworks sowie den Münsterschen Filmtheaterbetrieben im Cineplex Münster gezeigt. Bei den vier im Cineplex gezeigten Vorstellungen waren neben gut 2000 Zuschauern auch die Darsteller Roland Jankowski und Vittorio Alfieri, Regisseur Martin Enlen sowie Autor Jürgen Kehrer, Illustrator des Wilsberg-Comics Jörg Hartmann sowie Oberbürgermeister Markus Lewe anwesend. Dabei wurde erstmals eine Kinopremiere einer Wilsberg-Episode nach der TV-Ausstrahlung gefeiert.
In der Folge Nackt im Netz war erstmals ein neuer Vorspann zu sehen. Bei diesem wurde zwar der Musiktitel Why Did You Do It? von der britischen Bluesrock-Band Stretch aus dem Jahr 1975 wie bei den vorherigen Episoden beibehalten, jedoch eine neue Fassung verwendet. Im Abspann ist der Musiktitel You Sexy Thing von Hot Chocolate aus dem Jahr 1975 zu hören. Im Soundtrack der Folge ist u. a. der Titel Battle without Honor or Humanity von Tomoyasu Hotei zu hören, der durch die Verwendung im Kinofilm Kill Bill Vol. 1 Bekanntheit erlangte.
Ole Puppe spielte bereits 2007 in der 19. Folge Miss-Wahl und Dorothea Walda 2009 in der 27. Folge Wilsberg: Doktorspiele mit. Wilsbergs gegenüber Kommissarin Springer geäußerter Hinweis, er sei noch nie neben einem toten Callboy aufgewacht, ist eine Anspielung auf die 31. Folge Frischfleisch aus dem Jahr 2011, in der Anna Springer in einem Hotelzimmer erwacht, in dem sich ebendiese Szene abgespielt hat.
Der Running Gag „Bielefeld“ verweist in dieser Folge auf den Standort eines Gebäudes in Bielefeld-Sennestadt (ab 01:01:05), zu dem sich Alex, Georg und Ekki als Putzkolonne verkleidet Zutritt verschaffen, um ein Video von einem Webserver zu entfernen.
Die in der Folge genannten Webseiten aufrissderwoche.de sowie diskretvision.com wurden vom ZDF registriert und für die Bereitstellung von begleitenden Informationen im Sinne des Crossmedia-Konzepts genutzt. Inzwischen sind auf diesen Seiten nur Standbilder zu sehen, da die Seiten angeblich „von der Staatsanwaltschaft Bielefeld geschlossen“ wurden. Zudem wurde vor der Ausstrahlung der Episode ein animierter Comic von Jörg Hartmann als Trailer im Internet veröffentlicht, der die Vorgeschichte im Stil eines Prequels zur Serienfolge Nackt im Netz erzählt. Dieser wurde von der Bild-Zeitung am 11. Januar 2014 abgedruckt, die dabei titelte: „Hier sehen Sie die Szene, die zu gewagt fürs ZDF war“.

## Rezeption

### Einschaltquoten
6,27 Millionen Zuschauer sahen die Folge Nackt im Netz bei ihrer Ausstrahlung im ZDF, was einem Marktanteil von 19,3 Prozent entsprach. Damit konnte sich die Folge als Tagessieger gegen die Sendung Deutschland sucht den Superstar durchsetzen, die 5,09 Millionen Zuschauer erreichte und damit einen Marktanteil von 15,7 Prozent erzielte.

### Kritik
Tilmann P. Gangloff teilt die Meinung, dass „großartige Figuren, sehenswerte Darsteller, süffisant vorgetragene Dialoge [sowie] eine originelle Geschichte“ der Folge „dem Kultstatus“ der Fernsehserie „alle Ehre“ machen. „Aktuelle Bezüge“ der thematisierten Handlung zu RedTube sowie Anlass „zum satirischen Schmunzeln“ enthalte die Episode zur Genüge. In den Nebenrollen unterhalte insbesondere Oliver Breite mit seinem Schauspiel. Das „flüssig inszenierte Drehbuch“ halte viele „Überraschungen“ bereit. Daher sei das „Prädikat Kult“ angebracht, so dass Gangloff vier von sechs möglichen Punkten vergab.
Die Redaktion von TV Spielfilm vertritt die Meinung, „absurd darf ein Wilsberg-Fall ja gern sein – aber hier gibt’s zu viele bemühte Schlüpfrigkeiten für ältere Herren, denen das Internet schon immer suspekt war“. Sie vergab der Folge eine neutrale Wertung.
Jens Szameit von der Teleschau GmbH urteilt, „das Humorniveau, das die Autoren Arne Nolting und Jan Martin Scharf … im Stakkato befeuern“, sei bei den präsentierten Schlüpfrigkeiten zwar nicht sonderlich hoch angelegt, sondern gar „ein bisschen billig, aber schon auch ziemlich lustig“. Damit erzeuge die Serienfolge eine Atmosphäre „wie früher auf dem Pausenhof – man darf wieder peinlich berührt kichern“.
Manuel Weis von Quotenmeter.de ist der Meinung, die Episode „punktet mit einem aktuellen Thema“ und „schafft dabei (meist) einen recht schwierigen Spagat“. Die Handlung „bedarf einiger Erklärung“, und es gehe in den Wilsberg-Folgen „etwas gemächlicher zu als in Produktionen der Privaten und in manchen «Tatorten»“. Die Fernsehserie Wilsberg „besticht auch 2014 wieder durch seinen Witz“, denn die beiden Autoren „verstehen es diesmal wieder mit pointierten One-Linern zu punkten“ und dem Fall „die besondere Würze geben“. Dank der „Skurrilität“, mit der der „klasse gespielte Pornodarsteller Rainer Graf“ von Oliver Breite verkörpert wird, ist „die ein oder andere etwas zähe Passage des Films […] schnell verziehen“. Insgesamt vergab Weis der Folge eine Wertung von 75 Prozent.
Lea Sibbel von der Deutschen Presse-Agentur schreibt, der Film habe „erneut allerlei Schlüpfriges in petto“. Doch machen ihn die „schlagfertigen Dialoge“ zwischen Springer und Wilsberg sowie die mit der „nötigen Prise Humor“ aufwartenden Nebenhandlungen zu einer „sehenswerten Folge“.
Annette Waschbüsch von der Münsterschen Zeitung urteilt, die Folge bewege sich „mit einer ganzen Menge Witz […] durch schlüpfriges Porno-Terrain“ und sei dabei „der bisher wohl pikanteste aller Münster-Krimis“. Das Drehbuch lasse „kaum Angst vor deftigen Worten und frivolen Petitessen“ erkennen. Die „gemeinhin als betulich-sauber geltende ZDF-Samstagabend-Landschaft“ kontrastieren mit der Episode, deren „Geschichte und Dialoge gekonnt auf dem schmalen Grat zwischen witzig-frech und schlüpfrig-platt“ balancieren und dabei „erstaunlich viel Raum für Nachdenkliches – und sogar noch für ein bisschen Romantik“ lassen.
Johannes Loy von den Westfälischen Nachrichten vertritt die Meinung, der Ausgang der Folge sei „von vornherein klar“ und die Handlung komme „dahingeplätschert“ daher. Während es mit dem Erpressungsversuch durch Alex Arbeitskollegen eine „akzeptable Nebenhandlung“ gebe, habe es insgesamt „schon pfiffigere und vor allem dank Overbeck etwas lustigere Wilsberg-Episoden mit längerer Nachwirkung“ gegeben. Neben dem üblichen Bielefeld-Running-Gag haben die Drehbuchautoren in dieser Folge einen weiteren Running-Gag zu Alex „interessanten »Fuß-Spielchen«“ platziert, dieser „nutze sich doch recht bald ab“.

## Trivia
Das ZDF hat die in der Episode verwendete Internetdomain „aufriss-der-woche.de“ reserviert und zeigt darauf im Layout der einer einschlägigen Porno-Webseite nachempfundenen im Film gezeigten Seite Hinweise auf die Wilsberg-Folge.